# 王立協会フェロー
王立協会フェロー（おうりつきょうかいフェロー、英語: Fellowship of the Royal Society）は、「数学・工学・医学を含む自然知識の向上への多大な貢献」をした個人に対して、ロンドンの王立協会から付与される賞およびフェローシップ（会員資格）である。

## 概要

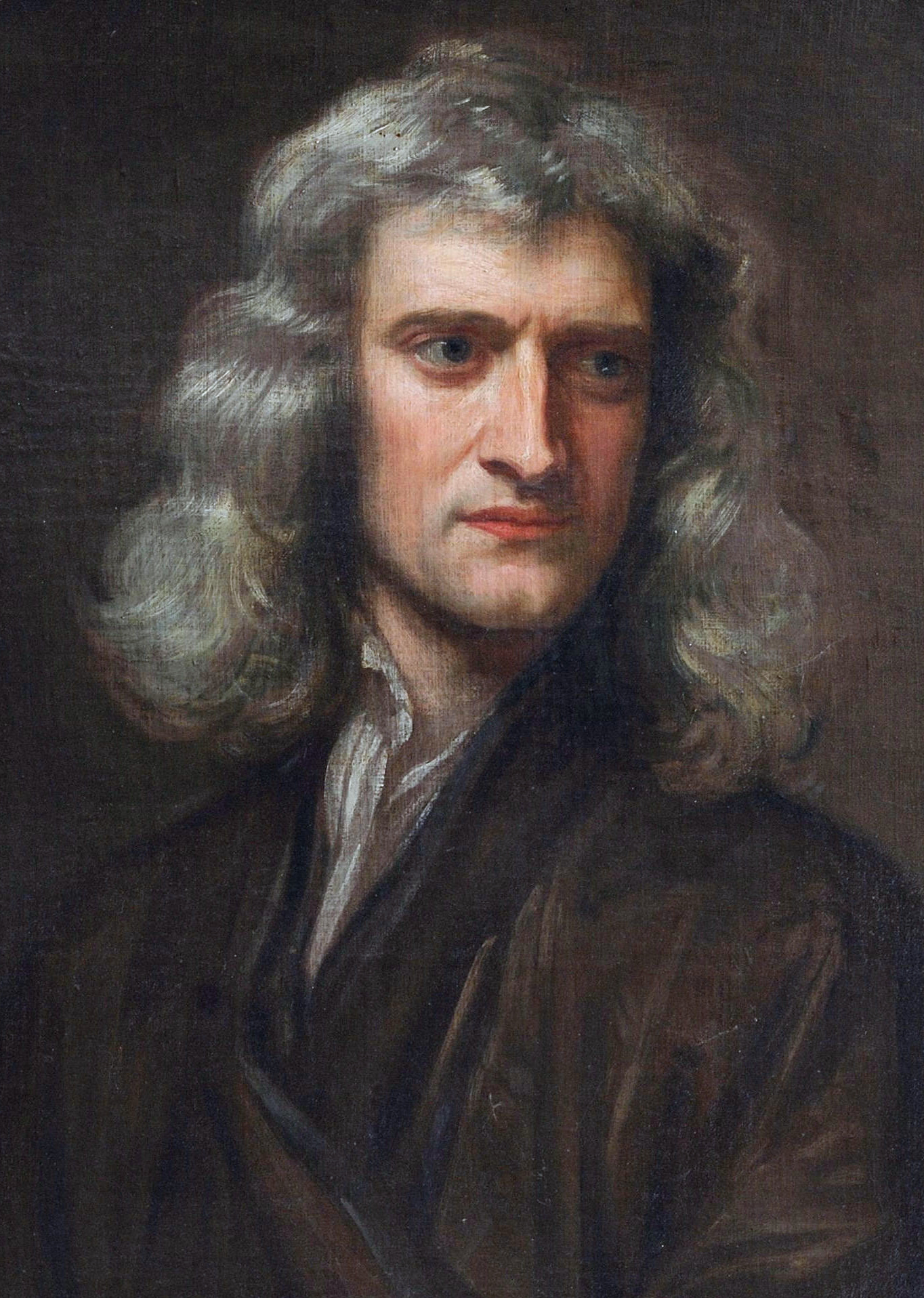
アイザック・ニュートンは、1672年に選出された王立協会の初期のフェローの一人である。

最古の科学アカデミーである王立協会のフェローシップは、歴史上、多くの有名な科学者に与えられた重要な名誉である。フェローには、アイザック・ニュートン（1672年）、チャールズ・ダーウィン（1839年）、マイケル・ファラデー（1824年）、アーネスト・ラザフォード（1903年）、シュリニヴァーサ・ラマヌジャン（1919年）、アルベルト・アインシュタイン（1921年）、ウィンストン・チャーチル（1941年）、スブラマニアン・チャンドラセカール（1944年）、ドロシー・ホジキン（1947年）、アラン・チューリング（1951年）、フランシス・クリック（1959年）などがいる。
現在では、スティーヴン・ホーキング（1974年）、ティモシー・ハント（1991年）、エリザベス・H・ブラックバーン（1992年）、ティム・バーナーズ＝リー（2001年）、ヴェンカトラマン・ラマクリシュナン（2003年）、 アンドレ・ガイム（2007年）、ジェームズ・ダイソン（2015年）、エージェイ・K・スード（2015年）を始めとして合計8000人以上がフェローとなり、1900年以降で280人以上のノーベル賞受賞者のフェローがいる。2016年現在、約1600名の存命のフェロー（外国人会員・名誉フェローを含む）がいる。
王立協会のフェローシップはガーディアン紙によると「オスカー特別功労賞に匹敵する名誉」とされ、受賞者が所属する研究機関はその名誉を広報するのが普通である。

## メインフェローシップ
毎年4月下旬または5月上旬に、最大60人ほどの新たなフェロー (FRS)、名誉フェロー (HonFRS)、外国人会員 (ForMemRS) が、約700名の候補者から選出される。フェローの候補者は、既存のフェローからの指名によってのみ、なることができる。

### 王立協会フェロー (FRS)

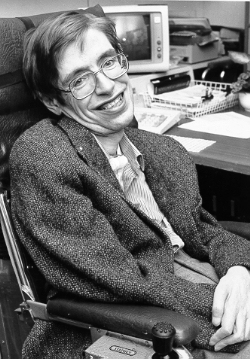
スティーヴン・ホーキングは、1974年に王立協会フェローに選出された。

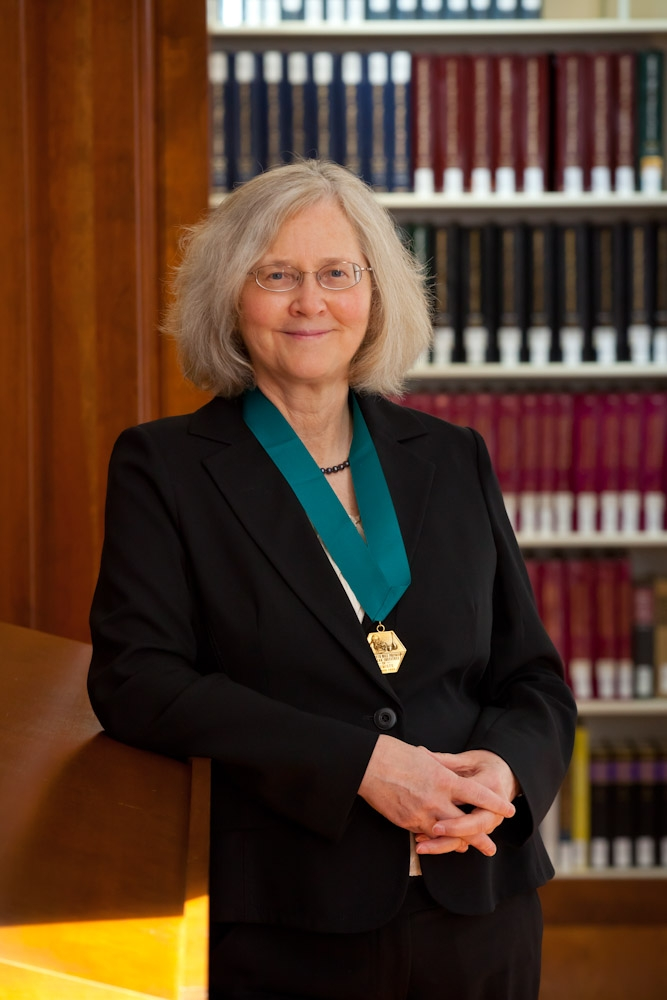
ノーベル賞受賞者のエリザベス・H・ブラックバーンは、1992年に王立協会フェローに選出された。

毎年、最大52名の新人フェロー (Fellow of the Royal Society) が、協会の約90%を占める英国と英連邦から選出される。各候補者はそれぞれの功績を考慮し、科学界のどの分野からでも提案することができる。フェローは、科学の卓越性に基づいて選出され、終身の資格を得る。王立協会フェローはポスト・ノミナル・レターズ FRS を使用する権利を有する。
Category:王立協会フェロー、Category:女性の王立協会フェローも参照。

### 王立協会外国人会員 (ForMemRS)

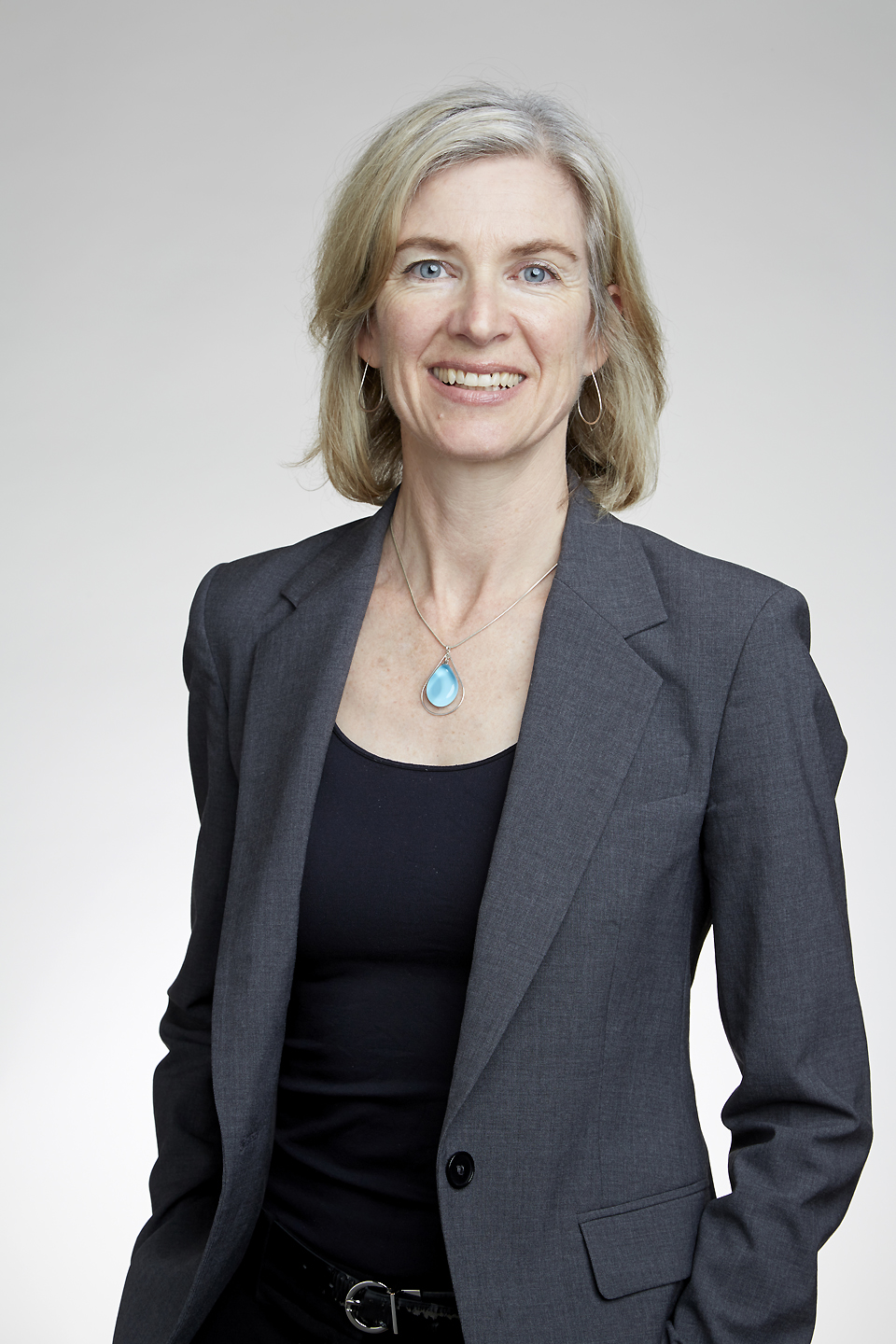
ジェニファー・ダウドナは、2016年に王立協会外国人会員 (ForMemRS) に選出された。

毎年、フェローは10人までの新しい外国人会員 (Foreign Member of the Royal Society)を選出する。フェローと同様に、外国人会員は、科学の卓越性に基づいてピアレビューを通じて選出され、終身の資格を得る。王立協会外国人会員はポスト・ノミナル・レターズ ForMemRS を使用する権利を有する。2016年時点で、約165人の外国人会員がいる。
Category:王立協会外国人会員も参照。

### 王立協会名誉フェロー (HonFRS)

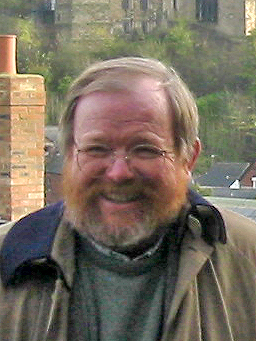
ビル・ブライソンは、2013年に王立協会名誉フェロー (HonFRS) に選出された。

名誉フェロー (Honorary Fellow of the Royal Society) は、科学の功績に対する著名な奉仕をしたが、フェローや外国人会員に求められる種類の科学的成果を持たない候補者に与えられる名誉学術称号である。ビル・ブライソン（2013年）、メルヴィン・ブラッグ（2010年）、ロビン・サックスビー（2015年）、タービルのセインズベリー男爵デビッド・セインズベリー（2008年）、オノラ・オニール（2007年）などが名誉フェローである。名誉フェローは、ポスト・ノミナル・レターズ HonFRS を使用する権利を有する。ジョン・マドックス（2000年）、パトリック・ムーア（2001年）、リサ・ジャーディン（2015年）らは、名誉フェローとして選出された。
Category:王立協会名誉フェローも参照。

### 旧規定12フェローシップ

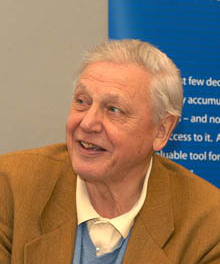
デイビッド・アッテンボローは、1983年に旧規定12の下で王立協会フェローに選出された。

「規定12」は、1997年に公式の名誉フェローの制度ができる以前の1903年から1996年の間にあった、メンバーを選出するための古い仕組みである。規定12では、「科学の功績に対し著名な奉仕を提供した者、または選出することで協会に顕著な利益をもたらす者」をフェローに選出することができた。
規定12の下で選出されたフェローには、デイビッド・アッテンボロー（1983年）、第4代セルボーン伯爵ジョン・パーマーなどがいる。マーガレット・サッチャー（1983年）、ネヴィル・チェンバレン（1938年）、ハーバート・ヘンリー・アスキス（1908年）などのイギリスの首相は、規定12の下で選出された。
Category:王立協会旧規定12フェローも参照。

### 王立協会王族フェロー
王立協会の評議会は、王立協会王族フェロー (Royal Fellows of the Royal Society) としてイギリス王室の王族を選挙のために推薦することができる。2016年現在、ウェールズ公チャールズ（1978年）、アン王女（1987年）、ケント公爵エドワード王子（1990年）、ケンブリッジ公ウィリアム王子（2009年）、ヨーク公アンドルー王子（2013年）の5人の王族フェローがいる。
エリザベス2世女王は王族フェローではないが、イングランド王チャールズ2世以来の英国の全ての君主が行ったように、王立協会の後援を行っていた。エディンバラ公フィリップ王配（1951年）は、王族フェローではなく、規定12の下で選出された。

## 新しいフェローの選出
新しいフェローの選出は、指名とピアレビュー期間の後、毎年5月に発表される。

### ノミネート
フェローおよび外国人会員の候補者は、王立協会の2名のフェロー（提案者 (proposer) と賛同者 (seconder)）によって推薦され、提案証明書に署名する。以前は、推薦者は、提案者による指名を支援するために少なくとも5人のフェローを必要とした。これは、同窓生びいきを招きエリートによる紳士クラブを作ることになると批判された。選挙の証明書（例えば、を参照）には、その提案が行われている主な根拠に関する記述が含まれている。毎年行われる指名の回数に制限はない。2015年には、フェローの候補者が654名、外国人会員の候補者106名が選出された。

### 選出
王立協会評議会は、選出プロセスを監督し、フェローシップの選挙で最も強力な候補者を推薦するためのセクション委員会と呼ばれる10の分野委員会を任命する。最大52人のフェロー候補者と最大10人の外国人会員候補者の最終リストが理事会で4月に確認され、5月にフェローシップの秘密投票が開催される。候補者は、出席し投票したフェローの投票の3分の2を確保した場合に選出される。
物理科学と生物科学の候補者から最大18人、応用科学、人間科学、生物物理学から最大10人のフェローを割り当てることができる。最大6人は「名誉」、「一般」、「王族」フェローである。フェローの候補者は、15人のメンバーと1人の議長からなるセクション委員会によってピアレビューを受ける。10のセクション委員会のメンバーは、内集団ひいきを緩和するために 3年ごとに変わる。各グループは、以下を含むさまざまな専門分野をカバーしている。
1. 数学
2. 天文学および物理学
3. 化学
4. 工学
5. 地球科学および環境科学
6. 生化学および分子細胞生物学
7. 微生物学、免疫学および発生生物学
8. 解剖学、生理学および神経科学
9. 生物学、進化および生態学
10. 健康および人間科学[37]

### 入会
新しいフェローは、毎年7月に開催される公式な入会式の式典で協会に入会し、そこで、以下の義務事項が書かれた憲章に署名する。
| ｢「ここに署名した私たちは約束する。自然知識の向上のためのロンドン王立協会の善意と、それが創設された目的を追求すること、私たちができる限り、理事会の名で私たちに要求された行動を実行すること、そして協会の規定と議事規則を順守することを。ただし、私どものいずれかが自筆の署名を会長に送り、協会から脱退する意思を示した場合は、それ以降この義務は免除されるものとする。」｣ |
| — |

2014年以降、入会式で撮影されるフェローのポートレートは ウィキメディア・コモンズにおいてクリエイティブ・コモンズのライセンスの下で著作権の制限なく公開されている。このライセンスはアーカイブ内の歴史的なポートレートよりも幅広い再利用を可能にするものである。

## 研究フェローシップとその他の賞

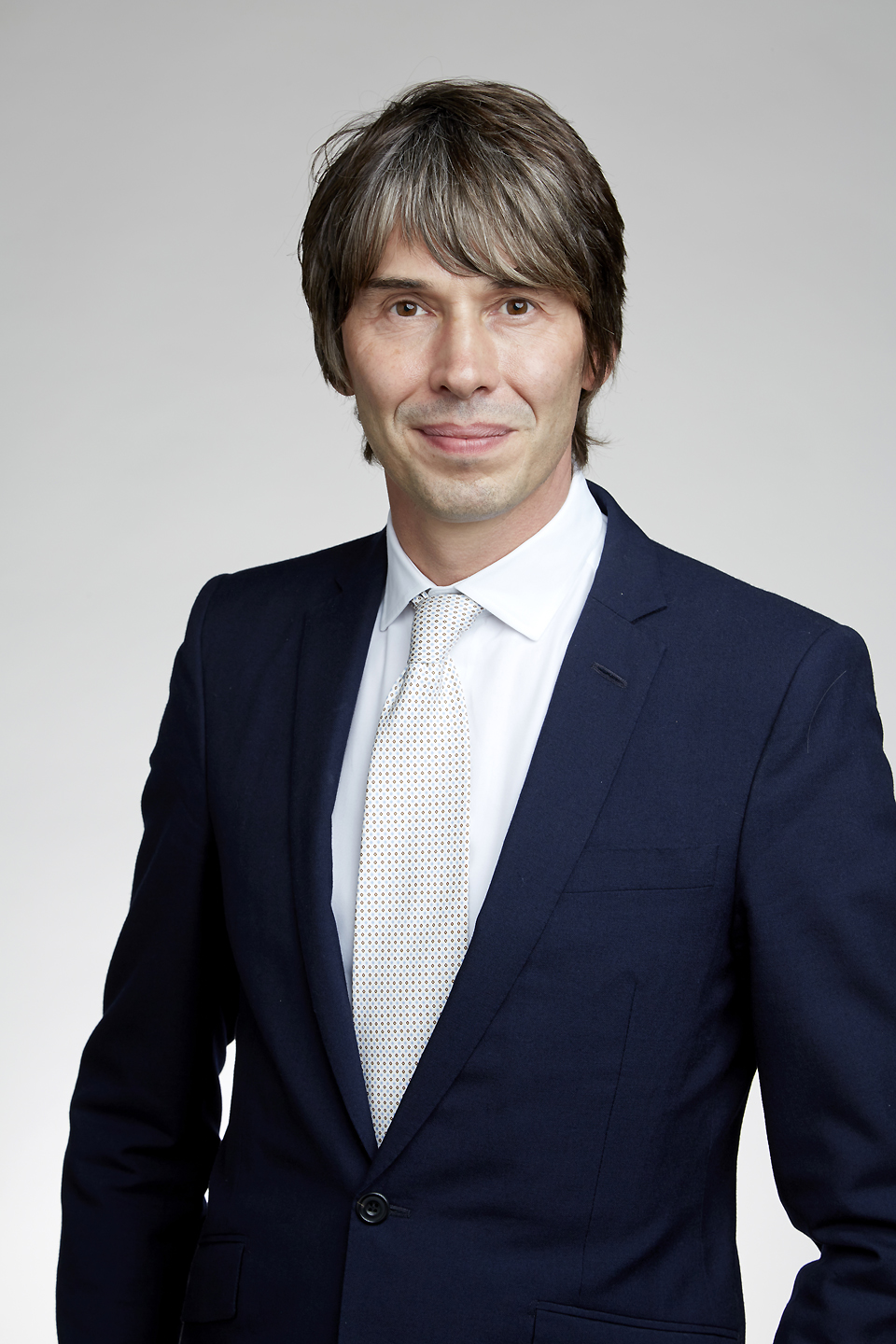
ブライアン・コックスは、2016年に王立協会フェローに選出された。それ以前に、2005年から2013年まで王立協会大学研究フェローシップを取得していた。

王立協会のメインのフェローシップ（FRS、ForMemRS、HonFRS）に加え、選挙ではなく、個人が申請する他のフェローシップが利用可能である。これらのフェローシップの保有者は、王立協会研究フェローシップ (Royal Society Research Fellows) と呼ばれる。
- 大学研究フェローシップ（英語版） (University Research Fellowships; URFs) は、英国の研究キャリアの初期段階にあり、その分野のリーダーになる可能性のある優れた科学者のためにある[43]。リチャード・ボーチャーズ（1994年）、ジャン・ベッグス（英語版）（1998年）、フランシズ・アッシュクロフト（英語版）（1999年）、アテネ・ドナルド（英語版）（1999年）、ジョン・ペシカ（英語版）（1999年）などは、以前にURFを保有しており、後にFRSに選出された[44]。最近の受賞者には、テリー・アトウッド（英語版）、サラ＝ジェイン・ブレイクモア（英語版）、ブライアン・コックス、サラ・ブリドル（英語版）、シャーン・マジッド（英語版）、タニヤ・モンロー（英語版）、ベス・シャピロ（英語版）、デイビット・J・ウェルス（英語版）、キャシー・ウィリス（英語版）などがいる。
- 王立協会リーヴァーヒューム・トラスト・シニア研究フェローシップ (Royal Society Leverhulme Trust Senior Research Fellowships) は、リーヴァーヒューム・トラスト（英語版）の支援を受けたもので、教育や行政の任務なしにフルタイムの研究期間を享受する科学者のためにある[45]。
- ニュートン先進フェローシップ (Newton Advanced Fellowships) は、確立された国際研究者に、研究グループの研究の強みと能力を開発する機会を提供する。ニュートン基金が政府開発援助を通して提供する[46]。
- 業界フェローシップ (Industry Fellowships) は、業界との共同プロジェクトや、学術機関との共同プロジェクトに取り組む業界の科学者に協力したいという学術科学者のためにある[47] 。
- ドロシー・ホジキン・フェローシップ (Dorothy Hodgkin Fellowships) は、個人的な環境のため柔軟な作業パターンを必要とする研究キャリアの初期段階にある、英国の優れた科学者のためにある。このフェローシップはドロシー・ホジキンにちなんで命名されている[48]。

上記のフェローシップ （FRS、HonFRS、ForMemRS）および研究フェローシップの賞に加えて、王立協会の賞・講演会・メダルも授与されている。